# Robert Grastorf
Robert Grastorf (geboren am 22. Januar 1872 in Lügde, Waldeck; gestorben am 9. Juli 1952 in Hannover) war ein deutscher Ingenieur, Bauunternehmer und Namensgeber der GmbH für Beton- und Stahlbetonbau, Ingenieur- und Industriebauten sowie Beton-Fahrbahnen.

## Geschichte
Robert Grastorf wurde in der Gründerzeit des Deutschen Kaiserreichs 1872 in Waldeck geboren. Als gelernter Maurer absolvierte er auch die Herzogliche Baugewerkschule Holzminden, war vier Jahre bei der Beton- und Monierbau AG in Berlin und Dresden tätig und studierte noch sieben Semester an der Technischen Hochschule Hannover und sammelte anschließend erneut vier Jahre Berufserfahrung als technischer Direktor „bei einer großen Betonbaufirma“.

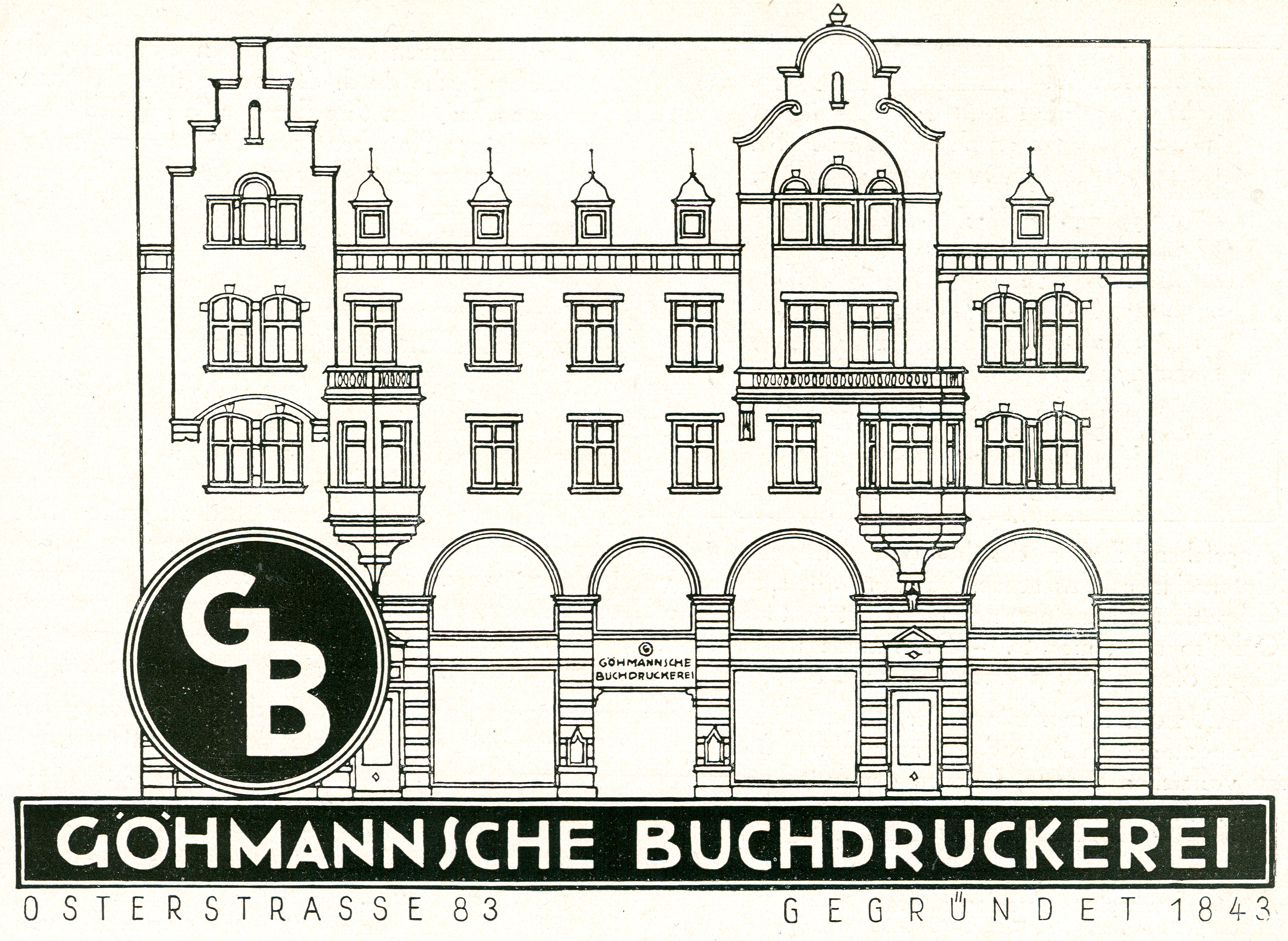
Um 1906: Fassadenzeichnung für die Buch- und Zeitungsdruckerei Fritz Diers

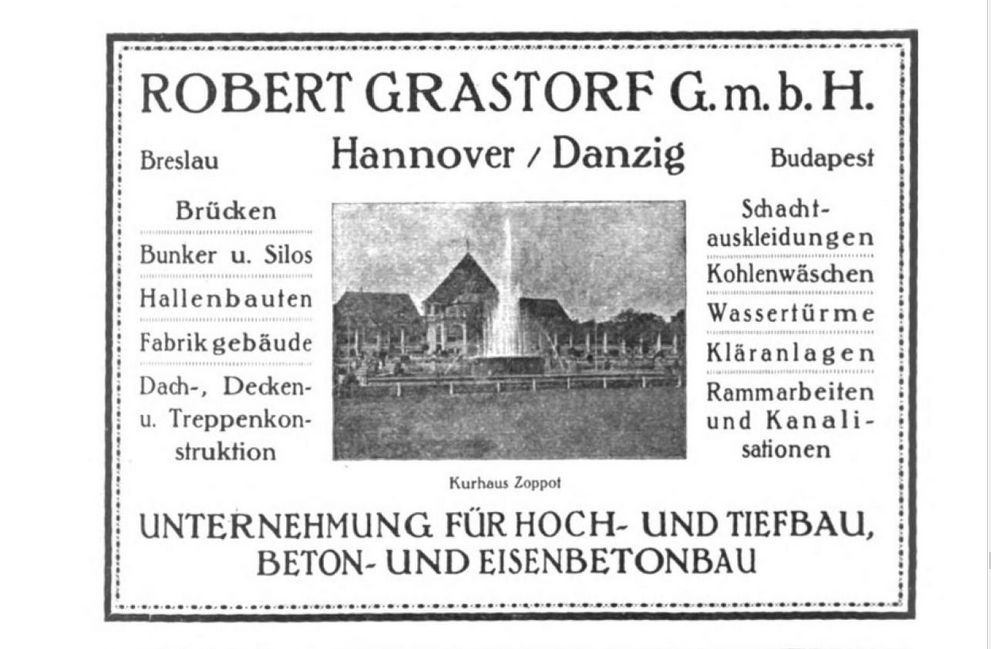
Werbeanzeige der Firma mit Sitz in Hannover, Danzig, Breslau und Budapest, illustriert mit dem Kurhaus Zopot

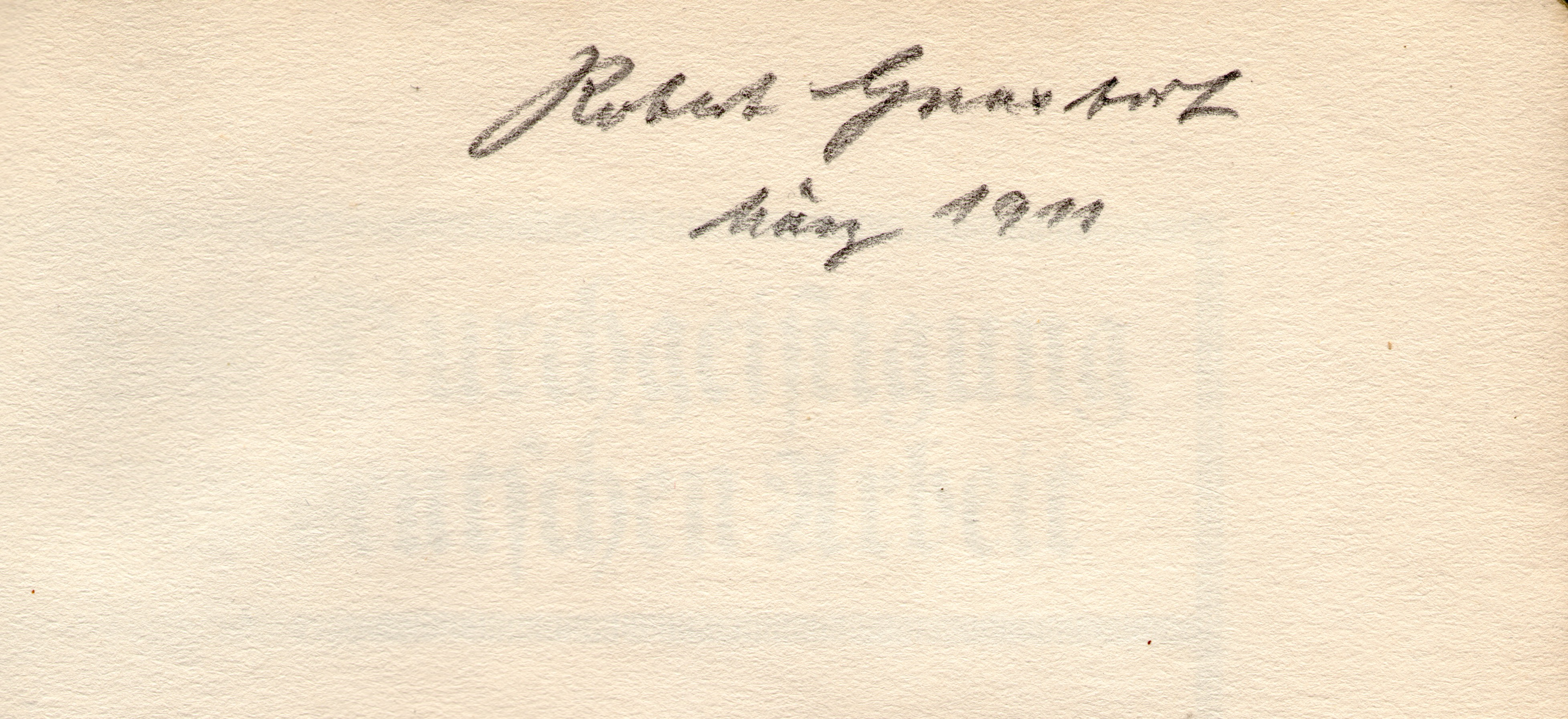
Signatur Grastorfs vom März 1911

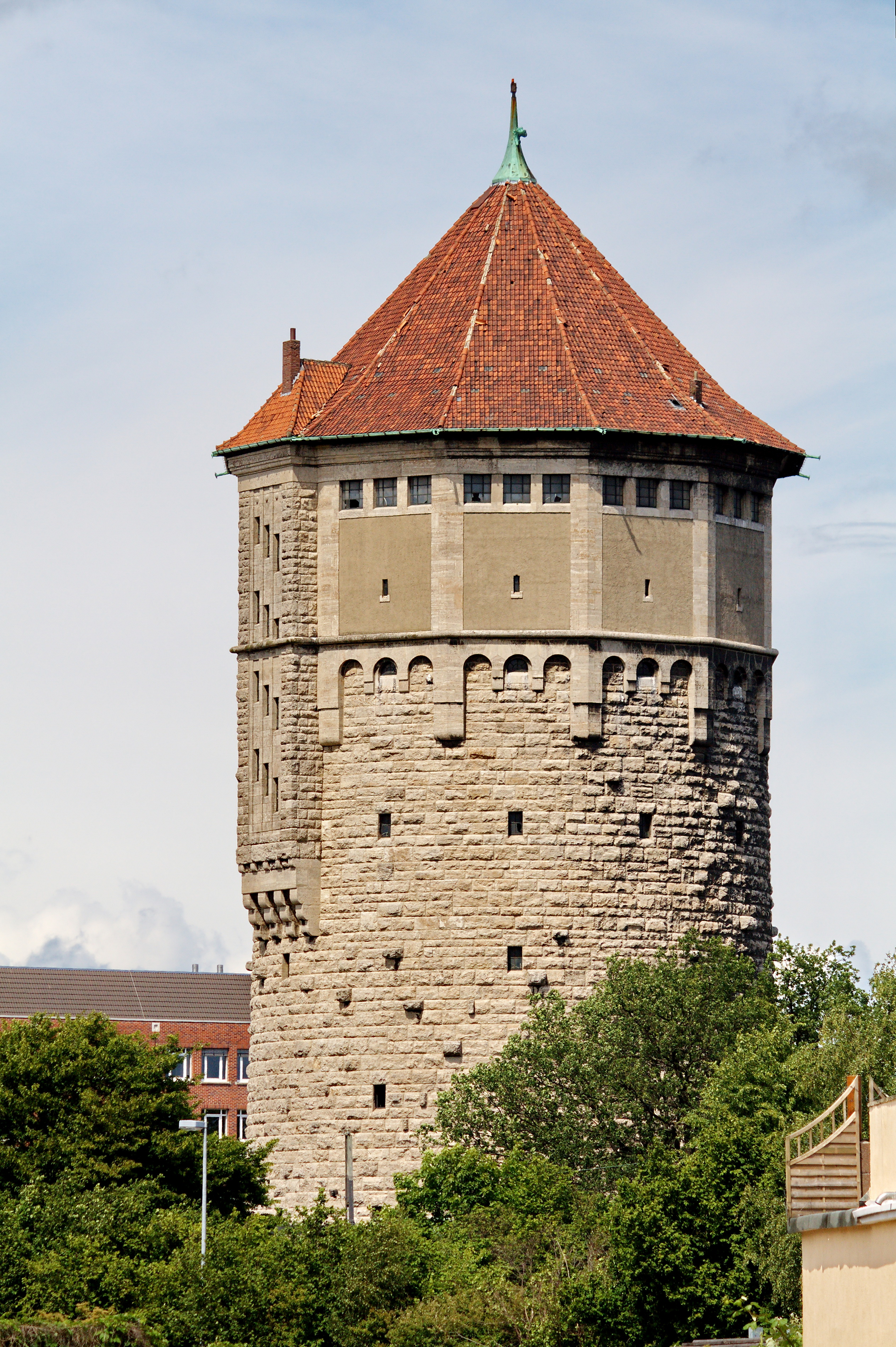
Der Wasserturm in Hannover

1902 ließ sich Grastorf in Hannover nieder und gründete dort im selben Jahr sein eigenes Unternehmen. Insbesondere Aufträge für Großbauten im Deutschen Reich führten innerhalb eines guten Jahrzehnts zur Gründung von langjährig unterhaltenen Filialen in Magdeburg, Danzig, Darmstadt und später auch in Mannheim. Zudem führte er Aufträge „in den russisch-baltischen Ostseeprovinzen und Ungarn“ aus, bis der Erste Weltkrieg die Arbeitsabläufe unterbrach.
In der Zeit der Weimarer Republik erweiterte der Betonstraßenbau die Geschäftsaktivitäten, führte „unter Einsatz von neuzeitlichen Maschinen“ zum Bau von nahezu 70.000 m² neuer Betonstraßen und Autobahnen.
Die angegliederte Betonwarenfabrik und die sich rasch ausdehnende Kiesbaggerei wurden im Jahr des Höhepunkts der Deutschen Hyperinflation zum eigenständigen Unternehmen unter dem Namen „Ernst Robert Grastorf“ ausgegliedert, die spätere Betonwerk Grastorf KG.
Während des Zweiten Weltkrieges war Robert Grastorf zusätzlich von 1943 und nach dem Kriegsende bis 1948 Vorstand und Werksleiter beim Zementwerk Alemannia in Höver.
Nach dem Zweiten Weltkrieg unterhielt Robert Grastorf einen damals neuzeitlichen Bauhof mit einer Reparaturwerkstatt für Baumaschinen mit eigenem Gleisanschluss in Hannover-Wülfel. Von dort aus wurden Industrie- und Behördenaufträge ausgeführt zum Bau von Silos, Lagern, Kanalisationen und Fabrikgebäuden für die Maschinen-, Zement- und Zuckerindustrie, zudem Brücken, Wehre, Kirchen und Theater. Für den Großteil aller Aufträge stellte das Unternehmen Robert Grastorf die baustatischen Berechnungen sowie sämtliche Ausführungszeichnungen im eigenen technischen Büro auf und gewann mit eigenen Entwürfen bei Architekturwettbewerben zahlreiche Preise.
In der frühen Nachkriegszeit errichtete die Firma, die zahlreiche Angestellte mit mehr als 25, teils 40 Dienstjahren beschäftigte, zudem mehrere 30 m hohe Rundsilos, eine 36 m lange Spannbetonbrücke und – als städtebaulich prägnanten Staatsbau – beispielsweise das Arbeitsamt Hannover.
1951 starb der engste Mitarbeiter und Mitgesellschafter, der Ingenieur Hans Diethelm, im Folgejahr 1952 auch Robert Grastorf. Mitte der 1950er Jahre führte der Ingenieur Hans Grastorf als Geschäftsführer das Unternehmen fort mit den Prokuristen Arthur Bernhard, dem Oberingenieur Fritz Blinde und dem Baumeister Ernst Hilmer.

## Bekannte Bauten (Auswahl)
- Neubau für die Buch- und Zeitungsdruckerei Fritz Diers in Hannover, um 1908[5][6]
- Wasserturm in Hannover, um 1910[3]
- Wasserturm in Lehrte, um 1912[7]
- AMCO-Fabrikerweiterungsgebäude in Kirchbrak, um 1925
- Hanomag-Bauten an der Göttinger Straße, 1937 bis 1939 nach Plänen von Emil R. Mewes, Köln[8]
- Arbeitsamt Hannover, 1950/1951 nach einem Entwurf von Dieter Oesterlen[9]
- Kaufhaus Zeyn, Anfang der 1950er Jahre als Brenninkmeyer geführt (C & A)[3]
- Sog. Posttunnel unter der Eisenbahn in Hannover[3]
- Lagerhäuser für Industrieunternehmen wie beispielsweise Hanomag und J. H. Benecke[3]

## Ehrungen

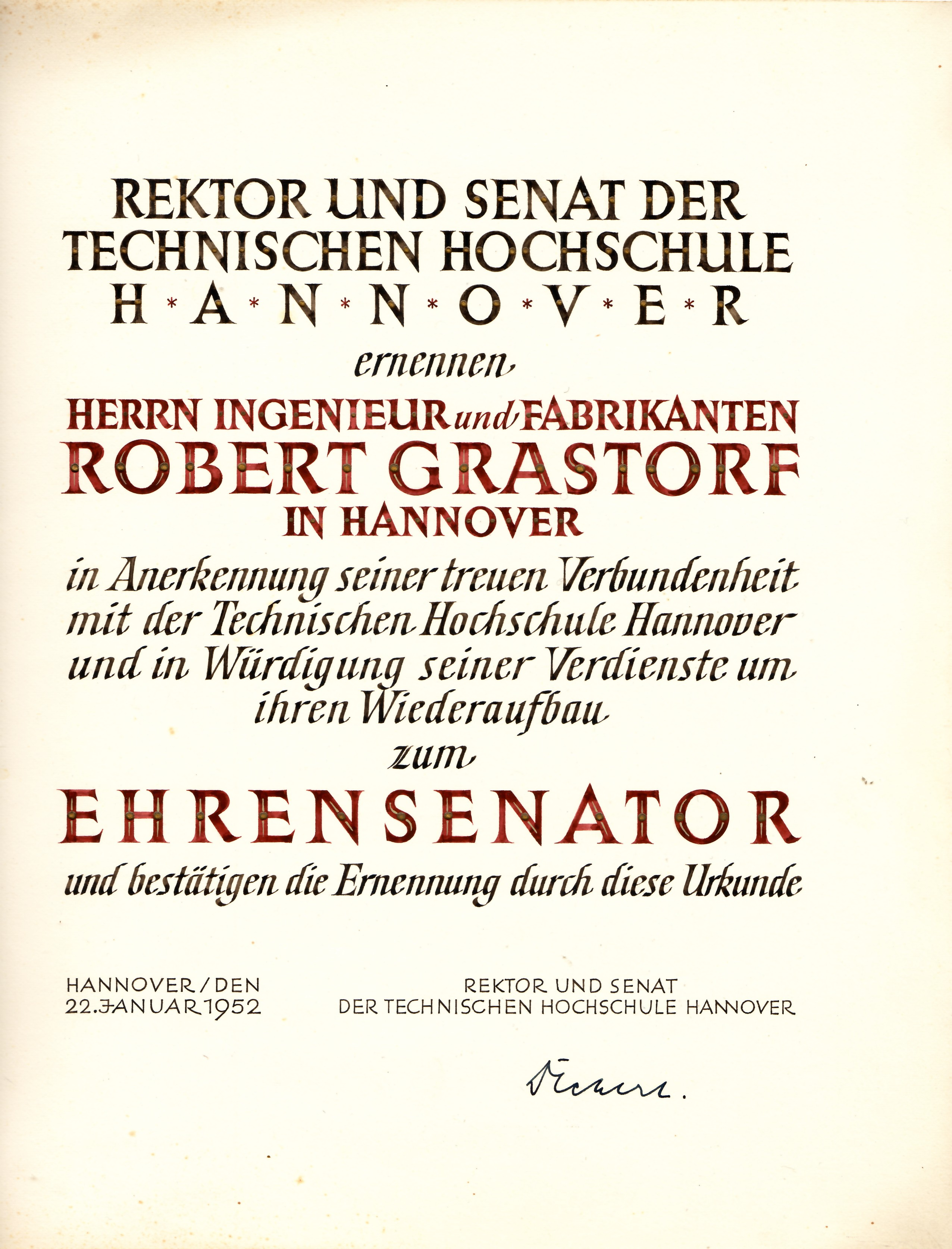
Ernennung zum Ehrensenator

Anlässlich seines 80. Geburtstages würdigte die Technische Hochschule Hannover Robert Grastorf mit der Ernennung zum Ehrensenator. In der darüber ausgestellten Urkunde heißt es, dies geschehe „in Anerkennung seiner treuer Verbundenheit mit der Technischen Hochschule Hannover und in Würdigung seiner Verdienste um ihren Wiederaufbau“.
In seinem Bericht als Rektor für das Amtsjahr 1952/53 gedenkt Walter Hensen zu Beginn der Verstorbenen und nennt „den Ehrensenator unserer Hochschule Ingenieur und Fabrikant Robert Grastorf“; er betont „Die Hochschule wird das Gedächtnis an die Verstorbenen in Treue bewahren“.

## Publikationen
- 50 Jahre Robert Grastorf GmbH Bauunternehmung Hannover-Wülfel 1902–1952. Hannover 1952, unpag.

## Archivalien
Archivalien von und über den Unternehmer Robert Grastorf finden sich beispielsweise
- im Stadtarchiv Hannover als Verzeichnung für die Laufzeit 1907 unter dem Titel Grastorf, Robert (geb. 22.01.1872 in Lügde in Waldeck), Bauingenieur in Robert Grastorf GmbH, verheiratet mit Grastorf, verw. Heuer, Dora, Archivsignatur StadtA H 1.AA.5.04 Nr. 9144[1]